# Chmeľová
Chmeľová (in ungherese Komlóspatak, in tedesco Hainsbach) è un comune della Slovacchia facente parte del distretto di Bardejov, nella regione di Prešov.

## Storia
Il villaggio viene citato per la prima volta nel XIII secolo come possedimento dei frati cistercensi di Gaboltov che qui possedevano campi di luppolo. Nel 1414 passò alla Signoria di Makovica seguendone le sorti. 
Il nome del villaggio deriva dal termine slovacco chmeľ cioè luppolo.